# Камила
Камила (Camelus) је род папкара који обухвата две савремене врсте. Род насељава пустињска и полупустињска подручја Африке и Азије, а пренесен је и у Аустралију. Она је једна од најстаријих човекових помоћника и људи у Египту је користе већ више од 3.000 година.
Попут лама, које припадају истој породици, разликују се од осталих папкара по томе што се ослањају на последњи и претпоследњи чланак прста. Други и пети прст су им током еволуције потпуно ишчезли. Зуби су им селенодонтни. Имају очњаке у горњој вилици, а број секутића је смањен, имају их само по један са сваке стране. Немају трећи желудац (омасум), чиме се разликују од правих преживара. Желудац им је иначе вишекоморни и у наборима слузокоже желуца задржавају воду. Зато камиле могу дуго, и до 8 дана, да издрже без ње. Такође, дуго могу да издрже и без хране јер су им у грбама смештене масне резерве. Дуго времена није било познато да ли осим доместификованих постоје и дивље врсте. Пронашао их је руски истраживач Пржевалски у пустињи Гоби.
Грба једне камиле представља право складиште масноћа, које потом служи за исхрану њеног тела за време док је на путовању. Данима пре поласка на дужи пут камила само једе и пије, а она може толико појести да јој на леђима нарасте грба масти тешка и до педесетак килограма. Поред грбе, камила има торбе у облику флаша смештене попут облоге на зидовима стомака, што је прави резервоар за воду. Тако снабдевена основним залихама може да преваљује велике раздаљине, па путује до неколико дана преко пустиње од једног до другог извора воде, а да је не пије и да још дуже издржи прехрањујући се искључиво масноћама накупљеним у њеној грби. Због тога на крају тих дугих путовања камилина грба изгуби првобитни изглед и спласне као изгужвана лопта. Тада ће камили бити потребан дужи одмор да поврати изгубљену снагу.

## Врсте
Три преживеле врсте камила су дромедар, или једногрба камила, која насељава Средњи исток и Рог Африке; бактријан, или двогрба камила, која насељава централну Азију; и критично угрожена дивља бактријанска камила (C. ferus) која има ограничену популацију у удаљеним подручјима северозападне Кине и Монголије. Бактријанске камиле су добиле своје име по историјском бактријском региону централне Азије (Yam & Khomeiri, 2015). Додатно једна друга врста камила из засебног рода Camelops, C. hesternus је живела у западној Северној Америци и изумрла је кад су људи дошли на континент на крају плеистоцена. Дромедарне и бактријске камиле су биле доместификоване; оне пружају млеко, месо, длаку за текстил и робу као што су вреће, и оне су радне животиње које се користе за транспорт и пренос терета.

## Особине

### Уопштено
Од сродница у Америци, камиле старог света разликују се већ на први поглед својим грбама и величином. Тело им може бити дуго од 225 до 345 cm, висина у раменима крећу се од 180 па до 230 cm, а могу досећи тежину од 300 па до 700 килограма. Реп им је, с дужином од 35 до 55 cm релативно кратак. Боја њиховог крзна креће се од тамносмеђе до врло светлосмеђе и пешчаносиве. Док дромедари имају релативно кратку длаку, крзно бакртијских камила је, нарочито зими, врло дуго. У пролеће долази до нагле промене крзна, па у то време ове животиње изгледају рашчупано.
Супротно већини других парнопрсташа који се ослањају на врхове прстију „обучене” у копито, камиле додирују тло предзадњим и задњим чланцима прстију. Немају копита него само савијене нокте који штите само предњи руб стопала. Прсти се ослањају на еластичне „јастучиће” од везивног ткива који стварају широко жуљевито стопало. По два прста (трећи и четврти) чине средишњу ос, док су остали прсти потпуно закржљали. Поред тога, камиле се крећу наизменично подижући леви односно десни пар ноге истовремено, због чега се у ходу изражено љуљају.
Животиње имају дугачак врат и издужену, релативно малу главу. Горња усна им је расцепљена, а ради заштите од олује очи имају двоструки ред дугих трепавица и обрва, а носнице су два прореза које у пешчаној олуји могу затворити. Желудац им, као код свих камила, има више одељака што олакшава варење биљне хране.

### Чување хране и воде
Како би могле прелазити знатне просторе без воде и хране, камиле су биле присиљене да развију начине за складиштење резерви воде и хране. У грбама чувају масти чије кориштење омогућује животињама, да издрже до 30 дана без хране. Залиху воде, која се креће око 100 и 150 литара и довољна је да животиња издржи 2 недеље без пића, чувају у свом желудачном систему. Код попуњавања залихе воде, камиле старог света показују запањујућу способност да у року од 10 минута могу попити и „спремити” више од 100 литара.

### Телесна температура
Као и друге топлокрвне животиње, и камиле старог света спречавају евентуално прегрејавање тела путем испаравана воде. Како би при томе неизбежан губитак воде смањиле на најмању могућу меру, ове камиле су, као прилагођавање на своју околину, развиле додатне особине. Ту спада пре свега својство које је необично за топлокрвне животиње, способност да до одређене мере промене властиту телесну температуру. Камила може ноћу, без испаравања воде, да топлотну енергију пренесе директно на хладни ноћни ваздух и тако снизити телесну температуру на 34 °C. Током дана, температура јој се пење на 41 °C што за животињу од 500 kg чини количину топлоте од око 12.000 kJ (око 3.000 kcal). За одвод исте количине топлоте испаравањем воде, теоретски би животиња требало да потроши око 5 литара, мада би у стварности била потрошена већа количина од теоретски предвиђене. Ову нарочиту способност регулирања телесне температуре камила користи само у случају недовољне расположиве количине воде. Ако има довољно воде, камила одржава сталну телесну температуру.
И крзно помаже камилама у штедњи воде. Снажно дневно сунчево зрачење већим делом апсорбује спољни слој крзна и загрева се. При томе се спољни слој загреје на температуру која је виша од температуре околног ваздуха, па део топлотне енергије може прећи на околни ваздух. Остатак топлотне енергије због топлотне изолације доњих делова крзна само полагано може да допире до тела камиле. Ако сунчево зрачење долази директно на кожу животиње, мора се снажније хладити како би задржала подношљивију температуру. Због тога, ошишане камиле троше око 50% више воде на знојење од неошишаних.
Камиле су развиле још један механизам за минимизирање потрошње воде. Урин камила је врло концентрисан, а у завршном делу дебелог црева извлачи се вода из измета до мере, да се измет практично може одмах, без додатног сушења, користити као гориво.
Ове необичне особине камила навеле су људе и на претпоставке, да оне располажу и другим особинама, као да се хладе издахнутим ваздухом или да се еритроцити камила могу повећати 200 пута ради складиштења воде. То није тачно. Поред тога, веровало се, да се еритроцити камила, који имају овални облик, могу растегнути за око 200 до 250° своје величине. Ни то није тачно. Овакав облик еритроцита само омогућује лакшу циркулацију крви у специфичним условима.

## Распрострањеност
У свом припитомљеном облику, ове две врсте животиња живе данас у великим деловима Африке и Азије. Дромедари живе у Северној Африци (до око 1° јужне ширине), на Арабијском полуострву и у средњој Азији. У 19. веку људи су их довели у Аустралију где су се добро прилагодиле и данас тамо у дивљини живи популација од најмање 50.000 јединки. Двогрбе камиле распрострањене су од Мале Азије па до Манџурије.
Дромедари су у свом изворном дивљем облику изумрли вероватно пре око 2000 година. Порекло воде вероватно с југа Арабијског полуострва, али још није разјашњено да ли је постојао заједнички предак обе врсте камила. Дивље двогрбе камиле данас живе још у Кини и Монголији где у три одвојене популације живи укупно још само око 950 јединки.
Укупан број јединки камила старог света данас је око 19 милиона, од тога 14,5 милиона у Африци, само у Сомалији 7, а у Судану 3,3 милиона.

## Начин живота
За разлику од јужноамеричких сродника, обе врсте камила старог света настањују најсушнија подручја Земље. Оне су хероји преживљавања у пустињама у којима врло ретко велики сисари могу да преживе. Ове животиње развиле су низ прилагођавања тој негостољубивој околини.
Оне су дневне животиње и у дивљини углавном живе у мањим харемским групама састављеним од једног мужјака, неколико женки и њиховог заједничког потомства. Младе мужјаке отерају из оваквих група на прагу полне зрелости, па они тада стварају групе самаца. Око положаја мушког вође харемске групе може доћи до врло огорчених борби два мужјака.

### Храна
Камиле су биљоједи који се хране претежно травама. Могу за храну користити и бодљикаво биље, као и биље с високим садржајем соли. У ситуацији крајње нужде једу и кости, коже или месо као и шатор, сандале или пешкир свог власника.

### Размножавање
Након релативно дуге гестације од 360 па до 440 дана женка коти у правилу само једно младунче. Младунци су потркушци и у најкраћем року могу самостално да ходају. Са сисањем престају након годину дана, а након две до три године су полно зрели. Могу доживјети 40 до 50 година.
Једногрбе и двогрбе камиле се, као и јужноамеричке, могу парити међусобно, а потомци су им плодни. Овакви младунци се називају тулус или буктус. Већи су од оба родитеља и имају или једну издужену грбу, или једну већу и једну мању грбу.
Вештачким осемењивањем доказано је, да је могуће и укрштање с ламама.

## Доместикација
Камиле имају низ особина које их чине врло занимљивим људима из пустињских подручја. Због тога није необично, да су их људи почели припитомљавати већ у 3. миленијуму п. н. е. (пре више од 5.500 година) и од тада их користите као домаће животиње. У Емиратима је доказано кориштење камила још око 2600. п. н. е. Кориштене су као „пустињске лађе”, на њима се јахало и преносиле су терет у сушним подручјима. Поред тога, кориштене су за добијање меса, масти, млека, вуне и коже. Кориштен је чак и њихов измет. У сировинама сиромашним подручјима, и данас се користи као гориво. Тако су, зависно о жељеној намени животиње, узгајене различите врсте. Познате су три врсте двогрбих камила: астраханска, бурјат-монголска и класична двогрба камила. Једногрбе камиле су узгојене у безброј врста. Због тога, оне су распрострањене у готово свим пустињским подручјима на Земљи, насељене су чак и у Аустралију.

## Расподела и бројно стање
Око 14 милиона камила је живело 2010. године, при чему су 90% биле дромедари. Дромедари који живе у данашње време су доместиковане животиње (они углавном обитавају на Рогу Африке, Сахелу, Магребу, Средњем истоку и јужној Азији). Сам регион Рога има највећу концентрацију камила на свету, где дромедари сачињавају важан део локалног номадског живота. Они пружају номадским људима у Сомалији (која има највеће стадо камила на свету) и Етиопије млеко, храну, и превоз.
Бактријска камила је била 2010. године редукована до процењених 1,4 милиона животиња, већина којих је доместикована. Једине истински дивље камиле су дивље бактријске камиле, којих има око 1.400, и које насељавају пустиње Гоби и Такла Макан у Кини и Монголији.
Највећа популација дивљих камила живи у Аустралији. Процењује се да има око 700.000 дивљих дромедарних камила у централним деловима Аустралије, које су потомци оних које су уведене као метод транспорта у 19. и раном 20. веку. Ова популација расте са стопом од око 8% годишње. Представници аустралијске владе су уклонили више од 100.000 животиња делом зато што камиле превише користе ограничене ресурсе потребне фармерима оваца.
Мала популација увезених камила, дромедара и бактријана, лута кроз југозападне Сједињене Државе након што су увезене у 19. веку као део експеримента корпуса камила САД. Кад је пројекат завршен, оне су кориштене као вучне животиње у рудницима. Део њих је побегао, а део је пуштен. Двадесет пет камила из САД је купљено и увезено у Канаду током Карибу златне грознице.